# Oliveira dos Brejinhos
Oliveira dos Brejinhos is een gemeente in de Braziliaanse deelstaat Bahia. De gemeente telt 23.596 inwoners (schatting 2009).